# Любань (селище)
Любань (рос. Любань) — селище у Тосненському районі Ленінградської області Російської Федерації.
Населення становить 1519 осіб. Належить до муніципального утворення Любанське міське поселення.

## Історія
Населений пункт розташований на історичній землі Іжорія.
Згідно із законом від 22 грудня 2004 року № 116-оз належить до муніципального утворення Любанське міське поселення.

## Населення
| 1990 | 1997  | 2007  | 2010  | 2017  |
| ---- | ----- | ----- | ----- | ----- |
| 1700 | ↗1883 | ↘1796 | ↘1519 | →1519 |